# Остермундинген
Остермундинген (фр. Ostermundigen, итал. Ostermundigen) је град у средишњој Швајцарској. Остермундинген је значајно насеље у оквиру Кантона Берн, али је суштински предграђе главног града кантона и целе Швајцарске, Берна. И поред тога, Остермундинген има значај и као седиште округа Бернска средња земља.

## Природне одлике
Остермундинген се налази у средишњем делу Швајцарске. Од најближег већег града, Берна град је удаљен 4 км источно, па је градско предграђе.
Рељеф: Остермундинген је смештен у северној подгорини Алпа, на месту где они прелазе у Швајцарску висораван. Град се налази на у брдском подручју, на приближно 580 метара надморске висине.
Клима: Клима у Остермундингену је умерено континентална са оштријим одликама због надморске висине и окружености Алпима.
Воде: На подручју Остермундингена постоји више мањих потока, који се уливају у оближњу реку Ар.

## Историја
Подручје Остермундингена је било насељено још у време праисторије (Келти) и Старог Рима, али није имало изразитији значај, све до новијег времена (средине 20. века), када се насеље од маленог села развило у велико предграђе Берна.

## Становништво
2010. године Остермундинген је имао око 15.500 становника. Од тог броја 22,3% су страни држављани.
Језик: Швајцарски Немци чине већину града и немачки језик је преовлађује у граду (82,0%). Међутим, градско становништво је током протеклих неколико деценија постало веома шаролико, па се на улицама града чују бројни други језици. Тако се данас ту могу чути и италијански (4,4%), француски (2,4%) и други језици.
Вероисповест: Месно становништво је од 15. века протестантске вере. Међутим, последњих деценија у Остермундингену се знатно повећао удео других вера. И данас су грађани већином протестанти, али ту живе и мањински римокатолици, атеисти, муслимани и православци.

## Збирка слика
- Поглед на Остермундинген
- Здање „Мигрос“
- Средишња улица у Остермундингену